# Epiphragma ochrinotum
Epiphragma ochrinotum är en tvåvingeart som beskrevs av Alexander 1930. Epiphragma ochrinotum ingår i släktet Epiphragma och familjen småharkrankar. Inga underarter finns listade i Catalogue of Life.